# Santiago Longo
Santiago Andrés Longo (Freyre, 12 aprile 1998) è un calciatore argentino, centrocampista del San Paolo in prestito dal Belgrano.

## Caratteristiche tecniche
È un centrocampista difensivo.

## Carriera

### Belgrano
Longo è cresciuto nel settore giovanile del Belgrano, con cui ha firmato il suo primo contratto professionistico nel luglio del 2019. Ha debuttato in prima squadra il 31 agosto seguente nell'incontro di Primera B Nacional vinto 1-0 contro il Barracas Central ed il 9 febbraio 2020 ha segnato il suo primo gol, decisivo nella vittoria per 1-0 contro il San Martín (SJ).
Nel 2022 ha ottenuto un ruolo da titolare nel centrocampo del club celeste ed al termine della stagione ha vinto il campionato ottenendo la promozione in Primera División. L'anno seguente, con la cessione di Pablo Vegetti al Vasco da Gama, è stato nominato nuovo capitano.

### San Paolo
Il 2 settembre 2024 viene ceduto in prestito al San Paolo.

## Statistiche

### Presenze e reti nei club
Statistiche aggiornate al 26 giugno 2024.
| Stagione        | Squadra         | Campionato      | Campionato | Campionato | Coppe nazionali | Coppe nazionali | Coppe nazionali | Coppe continentali | Coppe continentali | Coppe continentali | Altre coppe | Altre coppe | Altre coppe | Totale | Totale | Totale |
| Stagione        | Squadra         | Comp            | Pres       | Reti       | Comp            | Pres            | Reti            | Comp               | Pres               | Reti               | Comp        | Pres        | Reti        | Pres   | Reti   |        |
| --------------- | --------------- | --------------- | ---------- | ---------- | --------------- | --------------- | --------------- | ------------------ | ------------------ | ------------------ | ----------- | ----------- | ----------- | ------ | ------ | ------ |
| 2019-2020       | Belgrano        | PBN             | 9          | 1          | CA              | 0               | 0               |                    | -                  | -                  |             | -           | -           | 9      | 1      |        |
| 2020            | Belgrano        | PBN             | 3          | 0          |                 | -               | -               |                    | -                  | -                  |             | -           | -           | 3      | 0      |        |
| 2021            | Belgrano        | PBN             | 21         | 1          |                 | -               | -               |                    | -                  | -                  |             | -           | -           | 21     | 1      |        |
| 2022            | Belgrano        | PBN             | 34         | 1          | CA              | 2               | 0               |                    | -                  | -                  |             | -           | -           | 36     | 1      |        |
| 2023            | Belgrano        | PD              | 27         | 0          | CA+CdL          | 2+15            | 0               |                    | -                  | -                  |             | -           | -           | 44     | 0      |        |
| 2024            | Belgrano        | PD              | 4          | 0          | CA+CdL          | 1+14            | 0               | CS                 | 5                  | 0                  |             | -           | -           | 24     | 0      |        |
| Totale carriera | Totale carriera | Totale carriera | 98         | 3          |                 | 34              | 0               |                    | 5                  | 0                  |             | -           | -           | 137    | 3      |        |

## Palmarès

### Club

#### Competizioni nazionali
- Primera B Nacional: 1

Belgrano: 2022